# Col de la Colle-Saint-Michel
Le col de la Colle-Saint-Michel est un col de montagne situé dans le département français des Alpes-de-Haute-Provence. La route départementale 908 culmine à 1 431 m. Au sommet, elle passe à proximité immédiate du petit village homonyme qui lui a donné son nom : la Colle-Saint-Michel située sur la commune de Thorame-Haute depuis 1974 (année de fusion des deux communes). On y trouve notamment une station de ski de fond ainsi que des commerces d'hôtellerie et de restauration.
Avant la réforme de 1972 et son classement en route départementale, c'était la route nationale 208.

## Cyclisme
Le col a été franchi à plusieurs reprises lors du Tour de France :
- lors de la 10e étape du Tour de France 1919 reliant Nice à Grenoble ;
- lors de la 17e étape du Tour de France 2015 reliant Digne-les-Bains à Pra-Loup et a été classé en 2e catégorie. Le Belge Serge Pauwels est passé en tête.

## Rallye automobile
Le col a été franchi par le rallye Monte-Carlo en 1991 et 1992.